# Chandler (Minnesota)
Chandler és una població dels Estats Units a l'estat de Minnesota. Segons el cens del 2000 tenia 276 habitants.

## Demografia
Segons el cens del 2000, Chandler tenia 276 habitants, 113 habitatges, i 72 famílies. La densitat de població era de 131,6 habitants per km².
Dels 113 habitatges en un 24,8% hi vivien nens de menys de 18 anys, en un 57,5% hi vivien parelles casades, en un 3,5% dones solteres, i en un 35,4% no eren unitats familiars. En el 33,6% dels habitatges hi vivien persones soles el 26,5% de les quals corresponia a persones de 65 anys o més que vivien soles. El nombre mitjà de persones vivint en cada habitatge era de 2,44 i el nombre mitjà de persones que vivien en cada família era de 3,14.
Per edats la població es repartia de la següent manera: un 24,6% tenia menys de 18 anys, un 8,7% entre 18 i 24, un 19,2% entre 25 i 44, un 20,3% de 45 a 60 i un 27,2% 65 anys o més.
L'edat mediana era de 43 anys. Per cada 100 dones de 18 o més anys hi havia 87,4 homes.
La renda mediana per habitatge era de 26.875 $ i la renda mediana per família de 38.542 $. Els homes tenien una renda mediana de 30.417 $ mentre que les dones 20.000 $. La renda per capita de la població era de 16.134 $. Entorn del 6,8% de les famílies i el 15,1% de la població estaven per davall del llindar de pobresa.

## Poblacions més properes
El següent diagrama mostra les poblacions més properes.